# Enrique Velasco Vieitez
Enrique Velasco Vieitez (Pontevedra, 10 de abril de 1954) es un escultor español.

## Trayectoria
Comenzó a trabajar vinculado a la Escuela de Canteros de Pontevedra. Esto hizo que durante los años 80 sólo utilizase la piedra. Subordina el material a la construcción de formas geométricas que juegan con las antinomias positivo-negativo, simetría-asimetría y vacíos-volúmenes. 
Posteriormente incorporó el hierro. Luego, a partir de la segunda mitad de los años 80, incorporó materiales industriales e incluso tecnología. Posteriormente, empleó la técnica mixta incorporando diversos elementos como elementos de papel y fotos. Uno de sus últimos trabajos propone una reflexión sobre las posibilidades de integrar pintura, escultura y arquitectura.

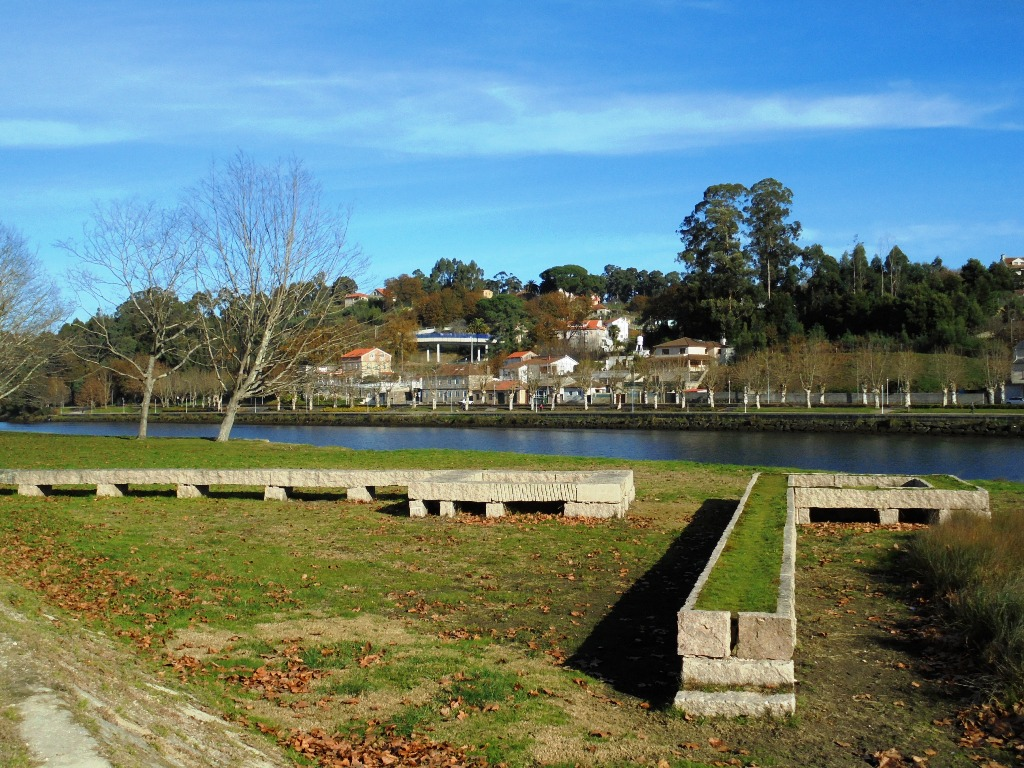
La obra escultórica Camino de juncos en la Isla de las Esculturas de Pontevedra.

En 1999 realizó la obra escultórica en granito Xaminorio xunquemenes obay conocida como "Camino de Juncos", que forma parte de las obras expuestas permanentemente en la Isla de las Esculturas de Pontevedra. Enrique Velasco creó en la misma ribera del río Lérez un doble camino de juncos que muestra la ductibilidad y flexibilidad del granito gallego. La estructura comprende dos caminos de granito que se alzan a lo largo de la ribera del río, quedando por debajo del nivel del paseo central de la isla. Encarnan la noción de que la vida es un camino. Los bloques de granito no están unidos con cemento y respetan la vida subterránea de las especies animales, de ahí que ambas sendas se eleven a 90 centímetros sobre el suelo, una altura similar a la de los juncos que crecen a su lado, lo que da la impresión de que los caminos "flotan" sobre un mar de junqueras.